# Fiat 850 Coupé
La Fiat 850 Coupé, in seguito rinominata dal 1968 Fiat 850 Sport Coupé, è un modello di utilitaria sportiva prodotta dalla casa automobilistica italiana FIAT tra il 1965 e il 1971.

## Il contesto
Nel secondo dopoguerra l'offerta di utilitarie sul mercato italiano non consentiva una vasta possibilità di scelta. Di fatto erano disponibili i modelli Fiat 600 e 500, mentre i pochi modelli esteri importati venivano resi scarsamente competitivi dagli elevati dazi doganali che tutti i Paesi europei ponevano a protezione delle rispettive industrie nazionali. Tale situazione aveva favorito le molte carrozzerie piemontesi e lombarde che realizzavano autovetture Special su autotelai di utilitarie della grande serie, con moderati aumenti sul prezzo base.

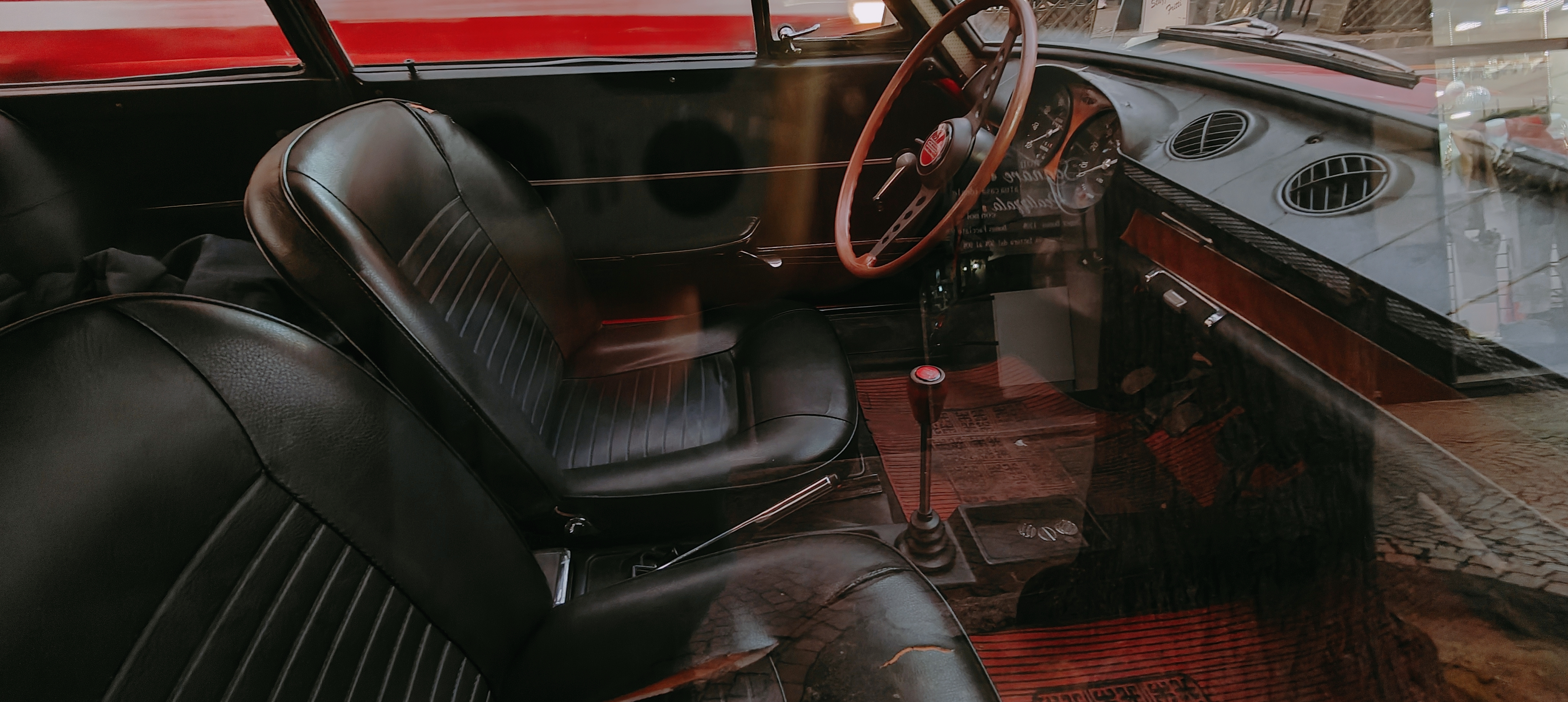
Gli interni

Dopo pochi mesi dalla messa in commercio della 850 berlina, al Salone dell'automobile di Torino furono presentate decine di Special derivate da quell'autotelaio, nelle versioni coupé, spider, berlinetta, berlina 4 porte e spiaggina, realizzate da Savio, Vignale, Allemano, Moretti, OSI, Boneschi, Francis Lombardi, Michelotti, Siata e Zagato, indicando la consistenza del potenziale mercato.
Risolti i gravi problemi strutturali e organizzativi causati dal periodo bellico e rimpinguate le casse aziendali con il successo di vendite ottenuto dalle utilitarie della grande serie, anche la FIAT decise di cimentarsi nuovamente nel campo delle piccole vetture sportive, già sperimentato con le "Balilla Sport".
Le nuove versioni "850" Coupé e Spider furono presentate contemporaneamente al Salone dell'automobile di Ginevra, l'11 marzo 1965, e la comparsa sul mercato di questi due modelli decretò l'inizio della parabola discendente che, nel successivo decennio, portò molti produttori di vetture Special alla chiusura.

## 850 Coupé (1965-1968)
Dante Giacosa, sotto la cui egida venne realizzato il progetto "850 Coupé", aveva dato disposizioni affinché fosse mantenuta l'impostazione generale, il pianale e buona parte della meccanica, impiegati per il modello "850 Berlina"; si trattava, quindi, di operare modifiche, entro limiti rigidamente stabiliti. Il Centro Stile Fiat, guidato da Mario Boano, concretò una linea sobria ed equilibrata, riuscendo a ottenere un aspetto elegante e sportivo, pur adottando l'innovazione aerodinamica della forma K, mantenendo un abitacolo per 4 persone e un bagagliaio anteriore di sufficiente capienza. Unico neo l'altezza della calandra, dovuta all'impossibilità di sistemare orizzontalmente la ruota di scorta, che però fu visivamente attenuata da fari maggiorati.
Particolarmente curati gli interni con finiture in legno sul cruscotto, quadro strumenti di tipo racing a due tondi di grosso diametro che richiamava quello delle Ferrari anni cinquanta e sedili rivestiti in sky di tipo sportivo, ma anche abbastanza comode per i lunghi viaggi e con schienali reclinabili in entrambi i sensi per l'accesso al divanetto posteriore.
A confortare il felice risultato estetico-ergonomico, fu la buona riuscita della trasformazione meccanica fatta di molte piccole modifiche, cominciando dalle masse in movimento, migliorate dall'impianto frenante con dischi Bendix all'anteriore e da pneumatici di maggior diametro. Il piantone di sterzo venne dotato di giunto elastico e l'impianto elettrico completamente rifatto e ammodernato. Grande attenzione fu riservata al propulsore (Tipo 100 GC 000) con l'aumento di diametro delle valvole di aspirazione e scarico, dotate anche di doppia molla di ritorno, e con le varianti alle bielle, al profilo di cielo dei pistoni e all'albero di distribuzione, ora comandato da catena a doppia pista. Il sistema di alimentazione fu migliorato con l'adozione di un nuovo collettore di aspirazione e del carburatore Weber a doppio corpo con dispositivo superalimentatore. L'impianto di scarico vide l'eliminazione del collettore, sostituito da 4 condotti separati che convogliano i gas direttamente al silenziatore.
La 850 Coupé fu posta in vendita nel marzo 1965, al prezzo di L. 950.000 franco concessionario, nei colori di carrozzeria bianco, beige, grigio acciaio, azzurro, blu medio, rosso e nero. Proposta in unico allestimento, poteva essere impreziosita, a richiesta, con il contagiri (L. 15.000), l'antifurto bloccasterzo (L. 4.500) e gli pneumatici con fascia bianca (L. 6.500).
La risposta commerciale fu superiore alle aspettative e la FIAT dispose il raddoppio della produzione, da 100 esemplari giornalieri inizialmente previsti a 200. Oltre al distintivo aspetto estetico, il gradimento del pubblico era dovuto alla rispondenza della vettura alle esigenze di una vasta gamma di potenziali acquirenti, anche grazie all'economia di esercizio, al prezzo d'acquisto ragionevole e alle notevoli prestazioni. Infatti, con i suoi oltre 135 km/h di velocità massima dichiarati (139/140 effettivi), la piccola "850 Coupé" era in grado di tenere testa a vetture di cilindrata e costo ben superiori. In meno di 3 anni ne vennero prodotti circa 180.000 esemplari.

## 850 Sport Coupé (1968-1971)

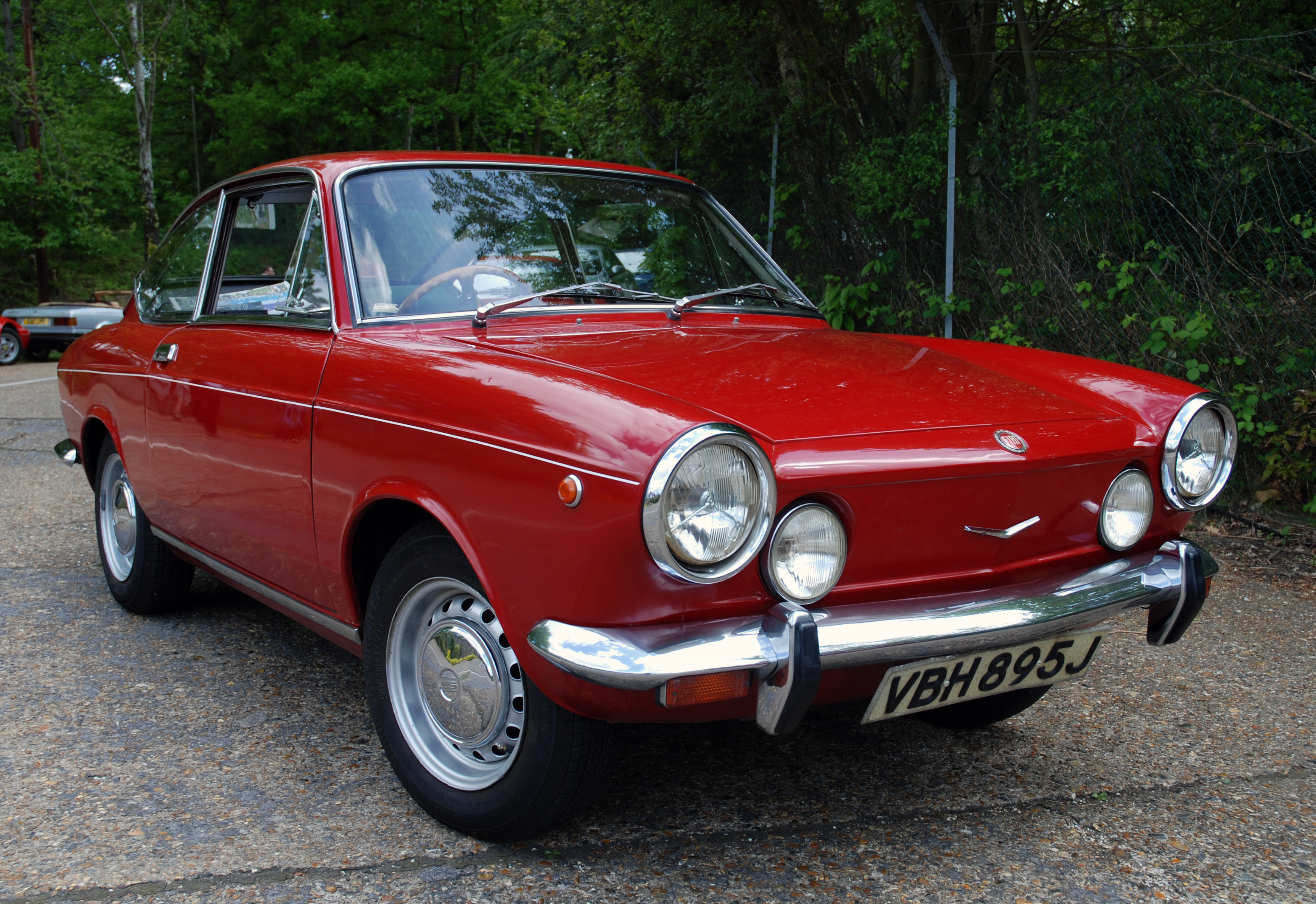
Anteriore 850 Sport Coupé

Nel 1968 il debutto del modello "850 Special", equipaggiato con il propulsore da 47 CV della "850 Coupé", diminuì sensibilmente il divario di prestazioni velocistiche tra la berlina e la coupé, rendendo necessario un aggiornamento: al salone di Ginevra dello stesso anno fu presentata la nuova versione denominata "850 Sport Coupé", dotata del nuovo motore sottoquadro tipo 100 GBC 000 con cilindrata maggiorata a 903 cm³, ottenuta lasciando invariato l'alesaggio e allungando la corsa a 68 mm.
L'aumento di potenza a 52 CV comportò varie modifiche a cominciare dal miglior materiale per valvole e sedi, diversa taratura del carburatore, pneumatici radiali, oltre all'adozione di una coppa dell'olio maggiorata, di un sistema di recupero automatico del gioco per i freni posteriori e alla sostituzione della dinamo con l'alternatore per le mutate esigenze di potenza elettrica determinate dai nuovi fari di profondità suppletivi e dalle luci di retromarcia.

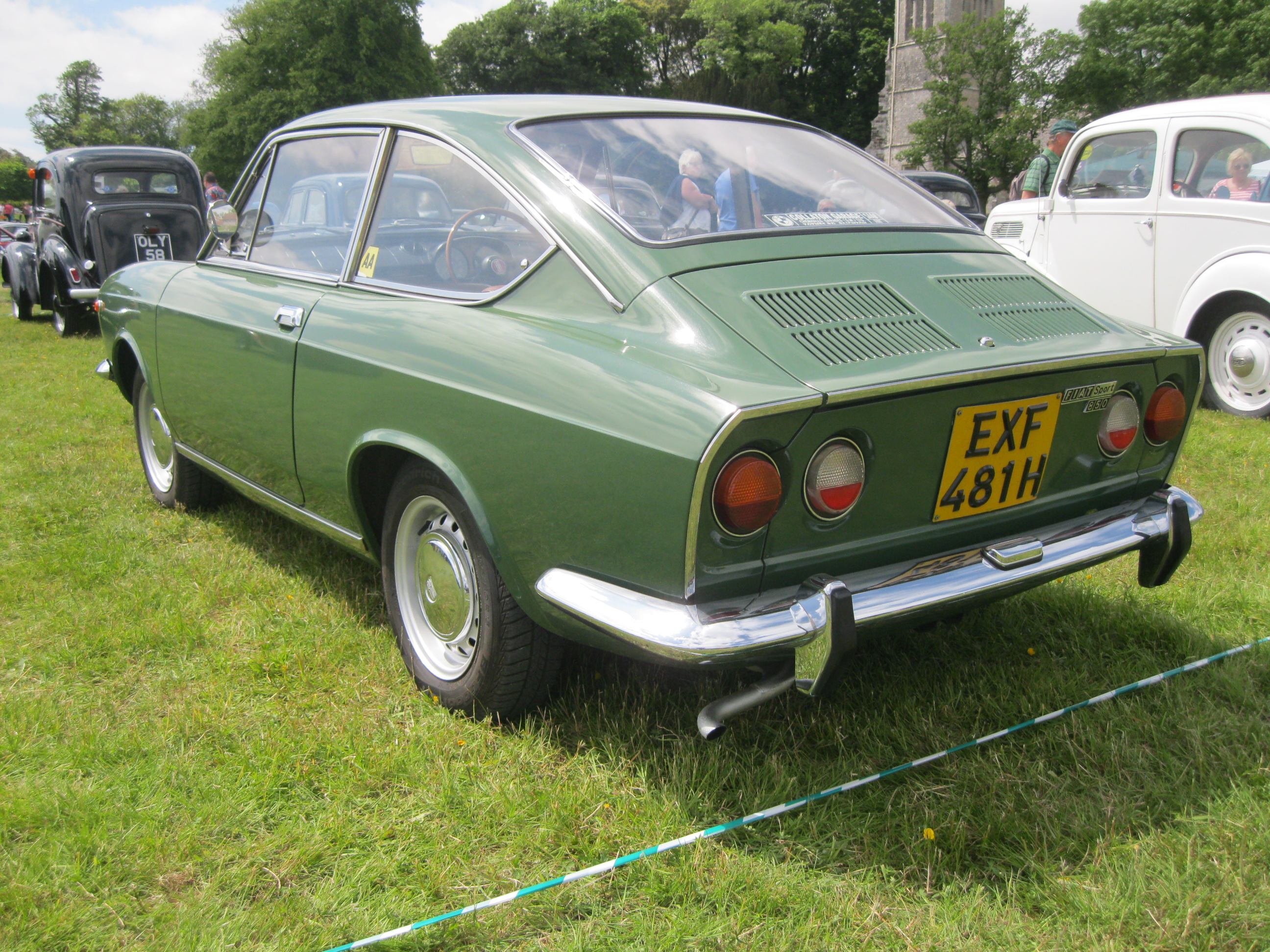
Retro 850 Sport Coupé

Dal punto di vista estetico le novità risultarono ancora più numerose e più avvertibili. Il frontale presenta un nuovo disegno con fari gemellati, due da 170 mm e due di profondità da 130 mm, montati all'interno e incastonati al centro della calandra. I gruppi ottici di posizione e direzione sono disposti sotto il paraurti, ora dotato di rostri gommati.
Le modifiche più importanti riguardano la linea di cintura che si rialza lievemente in corrispondenza delle ruote posteriori, mentre il padiglione assume un'impostazione più slanciata, grazie al diverso raggio di curvatura che addolcisce il raccordo con la coda tronca, formando un piccolo accenno di spoiler posteriore e migliorando il coefficiente aerodinamico. Oltre alla comparsa delle appena accennate code in corrispondenza delle luci posteriori, il retro è caratterizzato dall'aggiunta di due luci di retromarcia, gemellate e in linea alle esistenti luci di posizione e di stop.
Anche gli interni furono interessati da alcune modifiche, come la diversa conformazione del divanetto posteriore, l'apposizione di una console portaoggetti sul tunnel, il contagiri divenuto di serie, la finitura del pavimento in moquette e un largo impiego di materiale fonoassorbente, nel tentativo di aumentare l'insonorizzazione dell'abitacolo dal rombo del motore. 
Nonostante le molte migliorie, il prezzo di listino si mantenne sostanzialmente invariato e, com'era accaduto per la "850 Coupé", le prove su strada e pista della "850 Sport Coupé", effettuate dalle riviste settoriali, restituirono prestazioni sensibilmente superiori a quelle dichiarate dalla casa costruttrice.

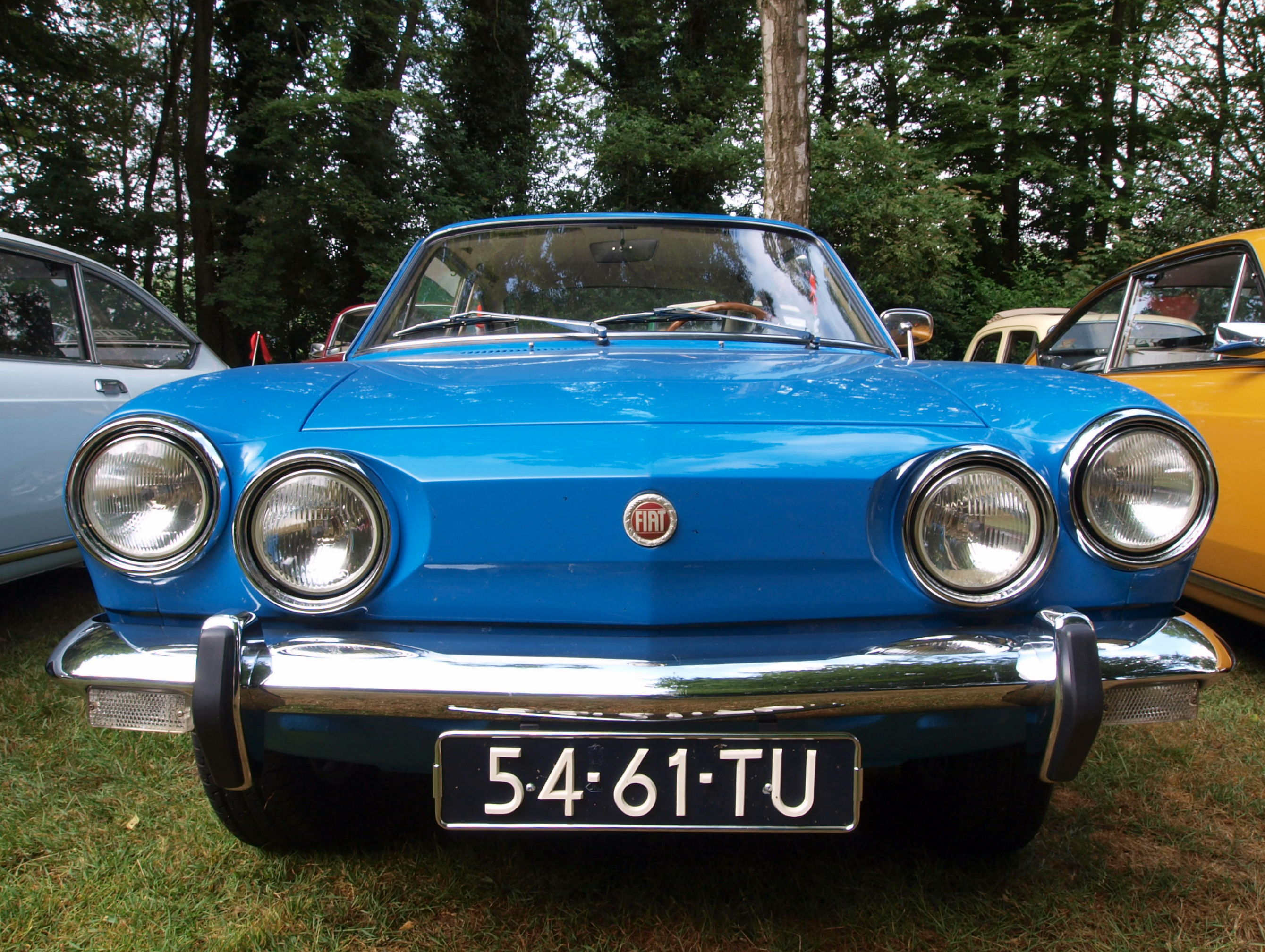
Il nuovo frontale del restyling 1971

L'ultimo aggiornamento estetico del modello venne realizzato nel 1971, pochi mesi prima che la produzione cessasse, con un restyling del frontale modificando le lamiere della calandra: gli anabbaglianti vennero rimpiccioliti alla dimensione dei fari di profondità, che rimasero invariati nel diametro, ma rialzati rispetto alla serie precedente. La modifica era dettata dall'adeguamento alle normative che aumentavano l'altezza minima dei fari dal suolo, entrata in vigore per il mercato britannico.
La 850 Sport Coupé rinnovò il successo ottenuto dalla precedente "850 Coupé", realizzando circa 200.000 esemplari venduti. Del resto all'epoca non esistevano sul mercato internazionale autovetture concorrenti per cilindrata e prezzo che potessero vantare simili prestazioni a costi tanto modesti.
La grande economicità di esercizio venne confermata anche dalla vittoria degli equipaggi Bussolino-Pallisca e Bussolino-Barbera che a bordo della "850 Sport Coupé" conquistarono il primo posto assoluto nella 14ª e 15ª edizione della Mobil Economy Run francese, tenutesi rispettivamente a Le Mans nel 1969 e a Marsiglia nel 1970; in quest'ultima occasione completando il percorso alla media di 98,110 km/h con un consumo medio di 7,976 lt/100 km.

## La versione spagnola

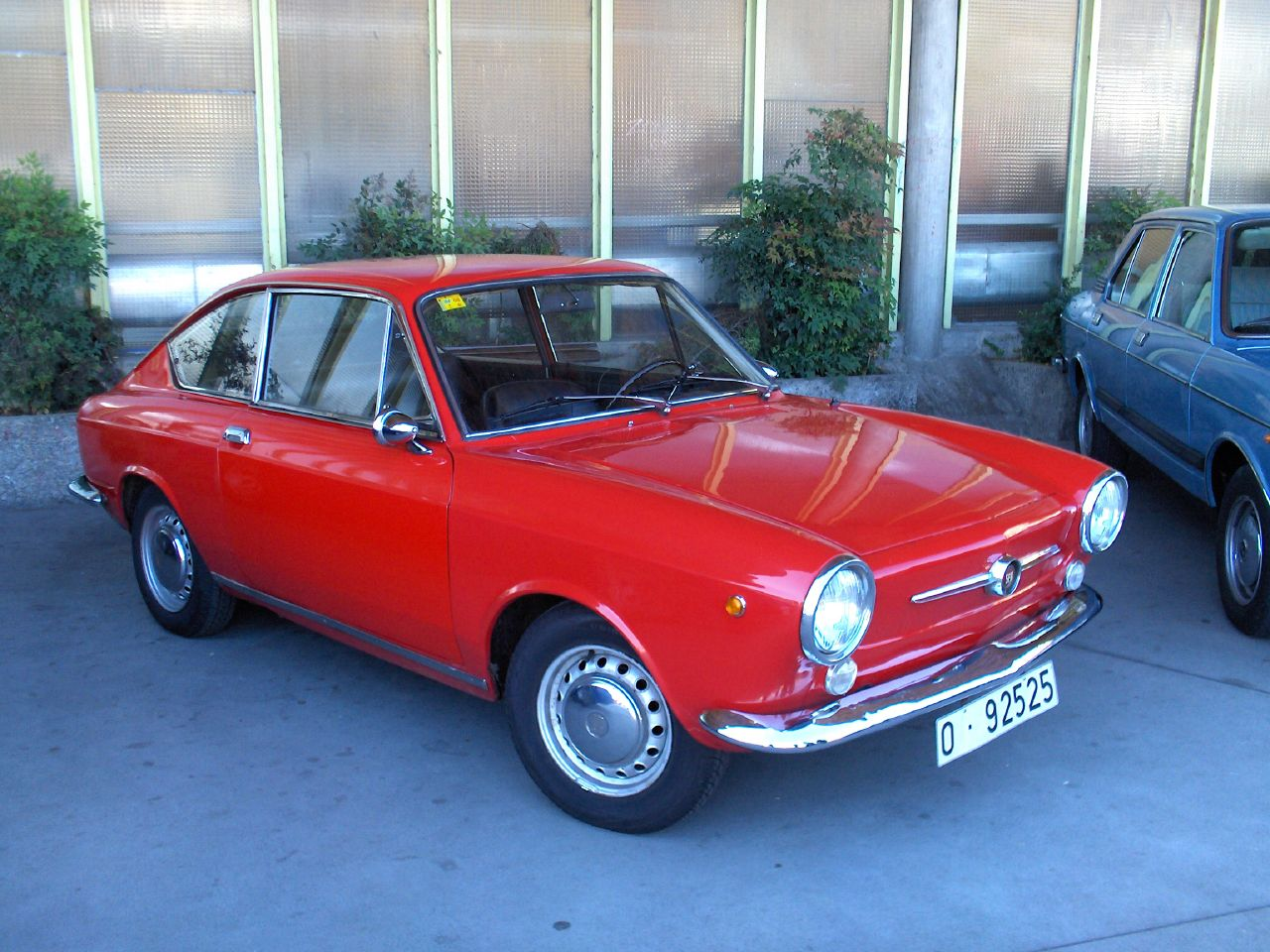
SEAT 850 Coupé

A partire dal 1967 il modello "850 Coupé" venne costruito su licenza dalla SEAT, all'epoca consociata spagnola della FIAT, con la denominazione SEAT 850 Coupé, ottenendo l'identico successo di vendite. La nuova versione SEAT 850 Sport Coupé entrò in produzione nel dicembre 1969, rimanendovi fino al 1972. Entrambe le versioni hanno caratteristiche tecniche ed estetiche pressoché identiche alle corrispondenti versioni prodotte in Italia.
Per quanto attiene all'utilizzo sportivo, le piccole coupé della SEAT furono principalmente e massicciamente impiegate in gare di rally, sia con equipaggi ufficiali, sia da piloti privati. Già nell'anno di prima commercializzazione l'equipaggio Sutil-Morán vinse il Rally di Oviedo del 1967, inaugurando una lunga serie di gare nazionali e internazionali in cui la vettura mise in mostra le sue doti di agilità, robustezza e potenza. L'ultima gara importante fu il Rallye della Costa Brava del 1974, dove l'ormai obsoleta "850 Sport Coupé", riuscì a concludere la gara con un onorevole terzo posto di categoria e 20º assoluto.

## Dati tecnici
| Caratteristiche tecniche - Fiat 850 Coupé e Sport Coupé | | | |
| Modello                                                 | Versione "850 Coupé" del 1965 | Versione "850 Sport Coupé" del 1968 | |
| Motore                                                  | 4 cilindri in linea ciclo Otto, in posizione posteriore longitudinale a sbalzo                                                         | 4 cilindri in linea ciclo Otto, in posizione posteriore longitudinale a sbalzo                                                         | 4 cilindri in linea ciclo Otto, in posizione posteriore longitudinale a sbalzo                                                         |
| Cilindrata                                              | 843 cm³ (Alesaggio x corsa = 65 x 63,5 mm)                                                                                             | 903 cm³ (Alesaggio x corsa = 65 x 68 mm)                                                                                               | |
| Distribuzione                                           | a 2 valvole con albero a cammes laterale                                                                                               | a 2 valvole con albero a cammes laterale                                                                                               | a 2 valvole con albero a cammes laterale                                                                                               |
| Carburatore                                             | doppio corpo Weber 30 DIC/1 | doppio corpo Weber 30 DIC/2 | |
| Potenza max                                             | 47 CV DIN a 6.200 giri/min | 52 CV DIN a 6.500 giri/min | |
| Coppia max                                              | 6,1 mkg DIN a 3.600 giri/min | 6,6 mkg DIN a 3.800 giri/min | |
| Frizione                                                | monodisco a secco | monodisco a secco | monodisco a secco |
| Cambio                                                  | a 4 rapporti sincronizzati + RM con comando a leva centrale                                                                            | a 4 rapporti sincronizzati + RM con comando a leva centrale                                                                            | a 4 rapporti sincronizzati + RM con comando a leva centrale                                                                            |
| Trazione                                                | posteriore | posteriore | posteriore |
| Corpo vettura                                           | coupé 2 posti + 2, due porte, scocca portante in acciaio                                                                               | coupé 2 posti + 2, due porte, scocca portante in acciaio                                                                               | coupé 2 posti + 2, due porte, scocca portante in acciaio                                                                               |
| Sospensioni ant.                                        | a ruote indipendenti, bracci triangolari superiori, balestra trasversale inferiore, barra stabilizzatrice e ammortizzatori telescopici | a ruote indipendenti, bracci triangolari superiori, balestra trasversale inferiore, barra stabilizzatrice e ammortizzatori telescopici | a ruote indipendenti, bracci triangolari superiori, balestra trasversale inferiore, barra stabilizzatrice e ammortizzatori telescopici |
| Sospensioni post.                                       | a ruote indipendenti, bracci triangolari, molloni elicoidali, barra stabilizzatrice e ammortizzatori idraulici telescopici             | a ruote indipendenti, bracci triangolari, molloni elicoidali, barra stabilizzatrice e ammortizzatori idraulici telescopici             | a ruote indipendenti, bracci triangolari, molloni elicoidali, barra stabilizzatrice e ammortizzatori idraulici telescopici             |
| Impianto frenante                                       | a disco sulle ruote anteriori e a tamburo sulle posteriori, con comando idraulico. Freno a mano sulle posteriori con comando meccanico | a disco sulle ruote anteriori e a tamburo sulle posteriori, con comando idraulico. Freno a mano sulle posteriori con comando meccanico | a disco sulle ruote anteriori e a tamburo sulle posteriori, con comando idraulico. Freno a mano sulle posteriori con comando meccanico |
| Pneumatici                                              | 5.20 x 13" | 155 x 13" Radiali | |
| Peso                                                    | 700 kg a vuoto | 725 kg a vuoto | |
| Serbatoio                                               | 30 litri | 30 litri | 30 litri |
| Accelerazione                                           | 39,450 sec. sul km da fermo | 39,100 sec. sul km da fermo | |
| Velocità massima                                        | 139,190 km/h | 148,035 km/h | |
| Consumo                                                 | medio 7 lt/100 km | medio 7,2 lt/100 km | |
| Fonte dati                                              | Prova Fiat 850 Coupé, Quattroruote, maggio 1965                                                                                        | Prova Fiat 850 Sport Coupé e Spider, Quattroruote, giugno 1968                                                                         | |

## 850 Coupé elaborate

### Abarth

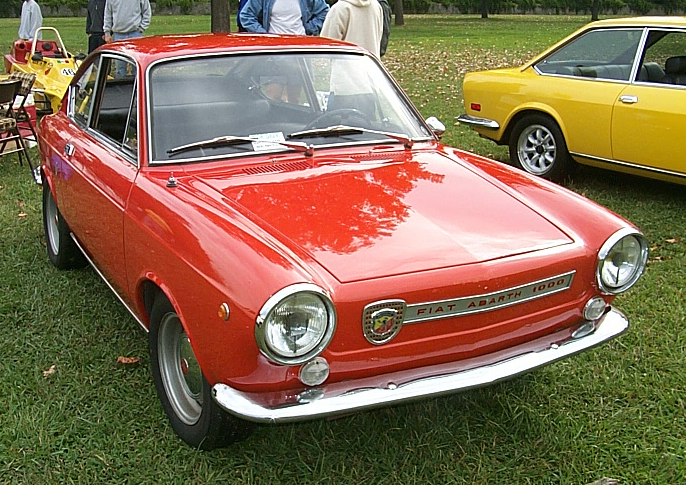
Fiat-Abarth Coupé 1000 OT

Già nella tarda estate del 1965 la Abarth aveva approntato l'allestimento sportivo "Coupé 1000 OT", con motore maggiorato a 982 cm³ da 62 CV, affiancato dalla versione "OTR", dotata di testa radiale con camere di scoppio formate da due calotte emisferiche contigue che portano la potenza a 74 CV e la velocità massima a 172 km/h.
Infine, in un "delirio della potenza", alla Mostra di vetture da competizione, inaugurata nel Museo Biscaretti il 25 febbraio 1966, la Abarth presentò la versione "Coupé 2000 OT" dalle prestazioni "mostruose". L'intento di Carlo Abarth era di realizzare una vettura economicamente abbordabile, ma decisamente competitiva per i piloti privati che si cimentavano nei rally internazionali. Rinforzata nella scocca, con nuovi freni e sospensioni, la minuscola "850 Coupé" in versione "2000 OT" era stata dotata del propulsore quadricilindrico bialbero da due litri della "Sport Prototipo" che, pur depotenziato a "soli" 185 CV (DIN), spingeva la vettura a oltre 240 km/h. Il tutto al prezzo di L. 3.850.000, in fondo ragionevole per una vettura da competizione..

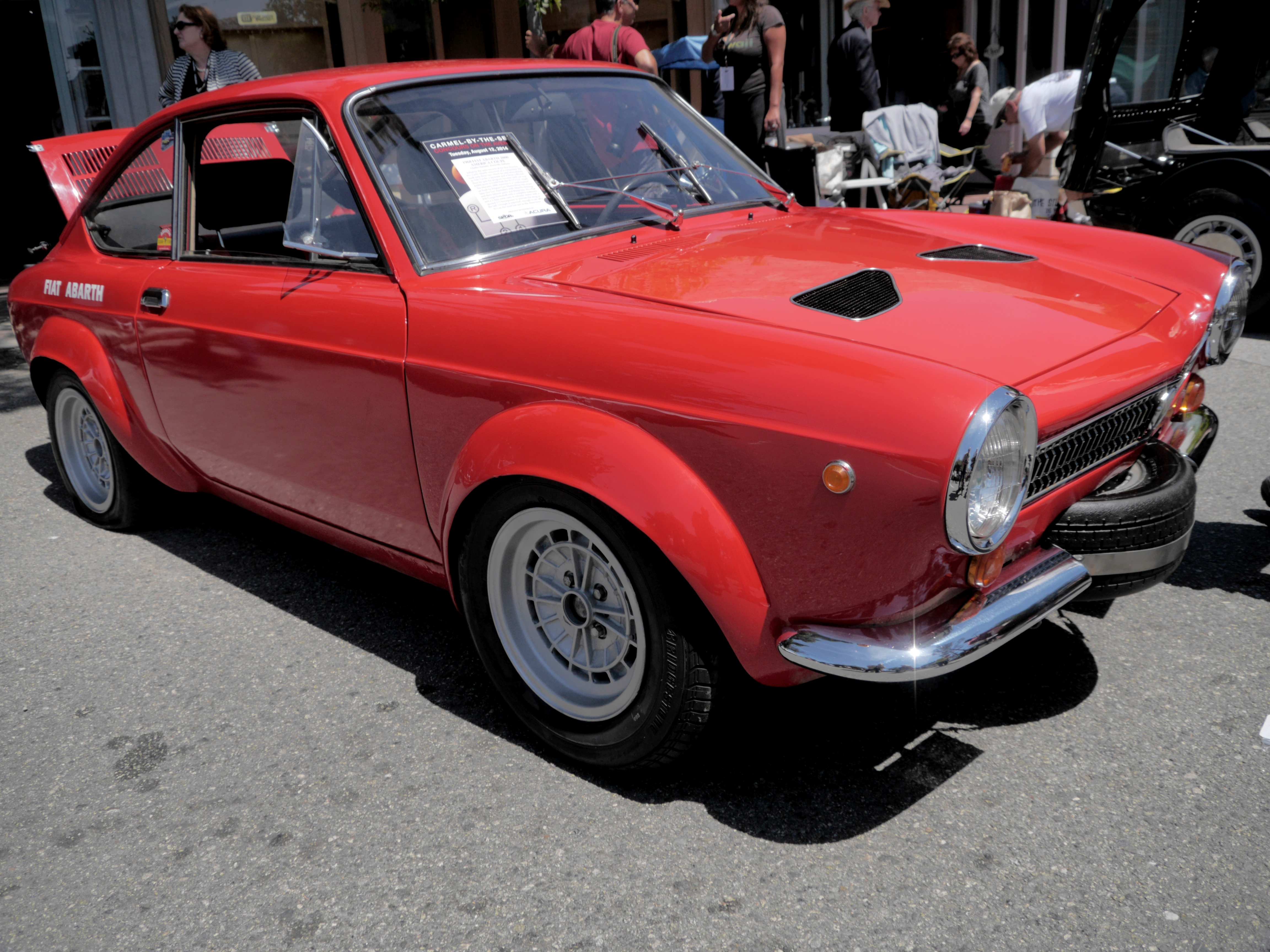
Fiat-Abarth 2000 OT

Forti perplessità vennero sollevate dalla direzione FIAT, in merito alla fornitura delle 500 scocche necessarie per validare la "2000 OT" nella categoria "Turismo". L'ufficio commerciale della casa torinese temeva che alcune delle vetture messe in libera vendita e immatricolate per la normale circolazione, potessero finire in mano a guidatori inesperti non in grado di controllare l'enorme potenza del veicolo, con un prevedibile detrimento dell'immagine aziendale in caso di incidenti. Per contro, Carlo Abarth era impaziente di vedere la vettura sui campi di gara, dato che grazie al favorevole rapporto peso/potenza, al passo cortissimo e alle ridotte dimensioni d'ingombro, prometteva grandi risultati nella categoria d'impiego.

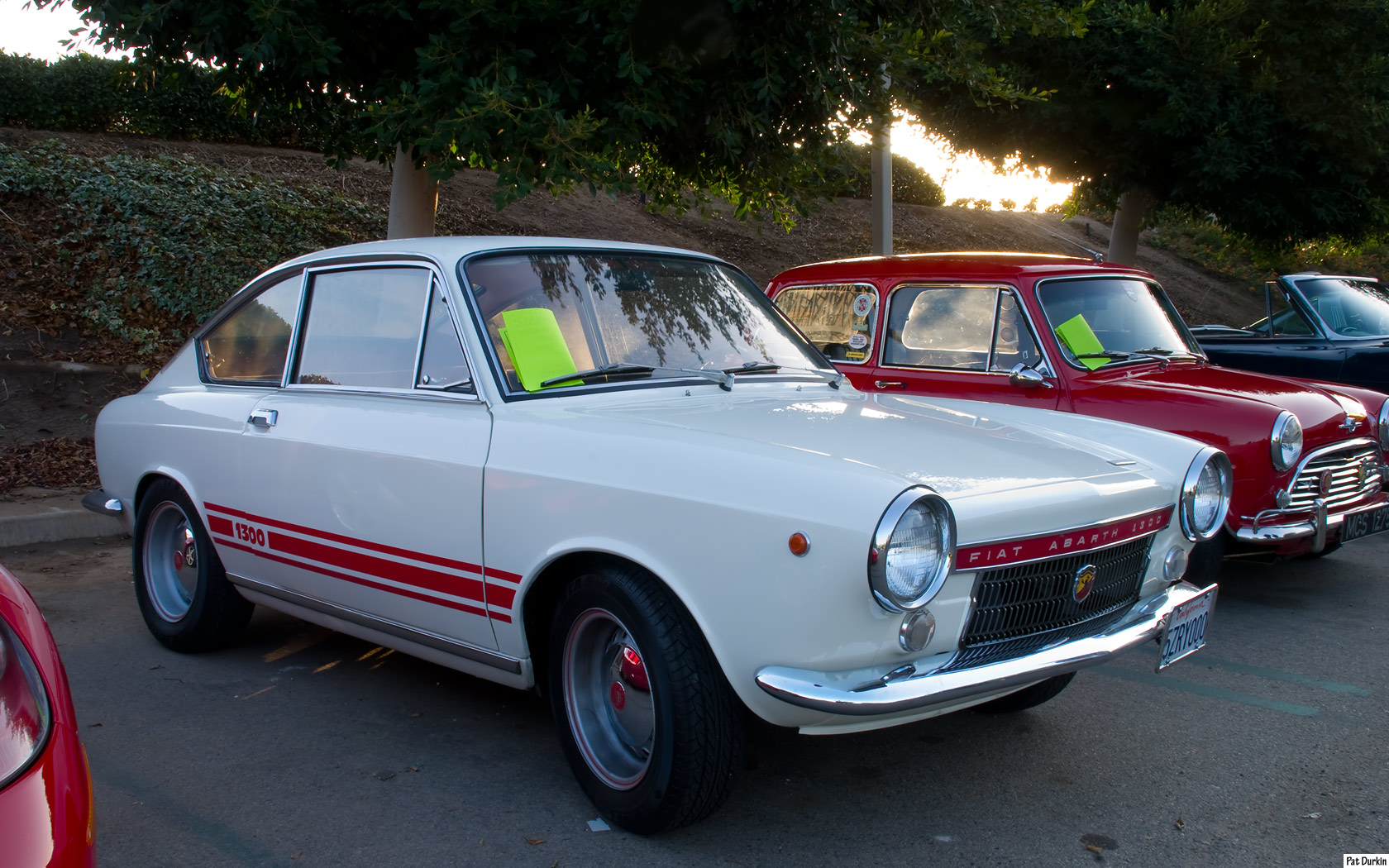
Fiat-Abarth Coupé 1300 OT

La soluzione della diatriba venne affidata al giudizio del presidente FIAT Gianni Agnelli che, dopo aver provato in circuito la "2000 OT", ne lodò le straordinarie prestazioni, ma convenne con la fondatezza dei timori espressi dalla direzione FIAT e il prototipo non venne messo in produzione. 
Per consolare Carlo Abarth della delusione patita, la FIAT concesse l'utilizzo e l'elaborazione del nuovo motore realizzato per il modello "124", con limite di potenza fissato a 75 CV. Nacque così la "Coupé 1300 OT", ultima variazione Abarth sul tema "850 Coupé", presentata al Salone di Torino nel novembre 1966. Quanto al "mostro 2000 OT" venne realizzato in pochissimi esemplari, forse 5, a scopi promozionali e poi ceduti a clienti esteri, soprattutto tedeschi e spagnoli, nelle cui nazioni le norme consentivano l'omologazione stradale della vettura.

### Giannini
La Giannini affrontò il tema di elaborazione del "Coupé 850" in modo assai meno radicale della Abarth, limitandosi a proporre due versioni dotate di nuova testata monoalbero; la prima con potenza invariata rispetto al modello di serie e la seconda con 58 CV, grazie all'aumento di cilindrata a 950 cm³.
La trasformazione della Giannini fu improntata maggiormente all'effetto scenico, con finiture accurate e una buona dotazione di accessori che comprendevano il quadro strumenti con indicatori aggiuntivi e le ruote a raggi della Borrani.

## Curiosità
- Particolarmente ambita dalla clientela femminile per la sua linea elegante e per la manovrabilità, la "850 Coupé" fu anche al centro d'una sorta di "caso diplomatico", per l'esemplare acquistato dalla Principessa Alexandra di Kent, nel 1967 quale automobile personale. La scelta venne ampiamente riportata dalla stampa gossip britannica, scatenando le ire della potente associazione costruttori e commercianti di automobili inglese SMMT (Society of Motor Manufacturers and Traders) che inviò una vibrata protesta all'indirizzo del Parlamento britannico con toni piuttosto duri.[8]
- La "850 Coupé" venne molto apprezzata anche da Enzo Ferrari che, nella seconda metà degli anni sessanta, ne volle una quale auto personale, per sostituire la sua "Mini". Naturalmente, fece rivisitare il motore della piccola FIAT dai meccanici del cavallino. La utilizzava sovente per spostarsi dall'abitazione in ufficio o per brevi tragitti, in luogo della più impegnativa "275 GTB".[9]